# Evita (namn)

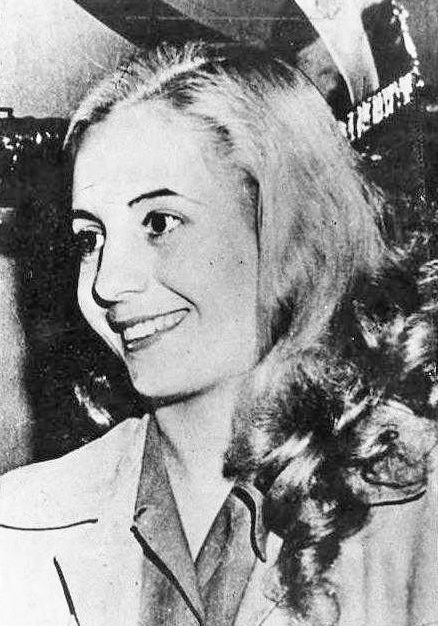
Eva 'Evita' Perón

Evita är en spansk diminutivform av det hebreiska kvinnonamnet Eva.
Den 31 december 2014 fanns det totalt 148 kvinnor folkbokförda i Sverige med namnet Evita, varav 59 bar det som tilltalsnamn.
Namnsdag: saknas  (1986-1992: 24 december)

## Personer med namnet Evita
- Eva 'Evita' Perón, argentinsk ledare